# Dianameerkat
De dianameerkat (Cercopithecus diana) is een aap van het geslacht echte meerkatten (Cercopithecus). De wetenschappelijke naam van de soort werd in 1758 als Simia diana gepubliceerd door Carl Linnaeus. De naam Simia faunus, die Linnaeus simultaan publiceerde, wordt als een synoniem beschouwd. Er zijn geen ondersoorten; de voorheen als ondersoort opgevatte Cercopithecus roloway wordt sinds 2005 als aparte soort beschouwd.

## Kenmerken
Deze aap heeft een diep purperzwarte vacht en een gezicht met een witte, lange baard, een rode plek op de rug, een witte halve maan op het voorhoofd en een witte streep op de dij. De keel en borst zijn wit.

## Leefwijze
Het dier is een alleseter. Ze eten fruit, bloemen, jonge boomblaadjes, insecten en ongewervelden. Slapen doen ze in het bladerdak op hoogten van 35 tot 45 meter. Overdag komen ze naar beneden om voedsel te zoeken. Ze leven in groepen van meestal 15 tot 30 vrouwtjes met hun jongen en één dominant mannetje als leider. De overige mannetjes leven buiten het groepsterritorium.

## Verspreiding en leefgebied
Deze soort komt alleen in de oerwouden van West-Afrika voor.

## Bedreiging
De soort wordt bedreigd door de jacht en door verlies van habitat. 